# 沖縄県道222号真地泉崎線
沖縄県道222号真地泉崎線（おきなわけんどう222ごう まあじいずみざきせん）は沖縄県那覇市真地と泉崎とを結ぶ一般県道。2021年4月1日にこれまでの沖縄県道222号真地久茂地線を廃止し、新たに指定された。
従来の沖縄県道222号真地久茂地線は那覇市真地と久茂地を結んでいた。

## 概要

### 区間
- 起点・那覇市字真地（国道329号南風原バイパス・沖縄県道82号那覇糸満線）
- 終点・那覇市泉崎（旭町交差点、国道330号）
- 総延長・4.72km
- 実延長・4.32km

### 通過自治体
- 那覇市

### 交差する道路
- 沖縄県道82号那覇糸満線（起点）
- 国道329号南風原バイパス（バイパス起点）
- 沖縄県道46号線（那覇市寄宮交差点）
- 国道330号（那覇市与儀交差点、終点（旧国道329号））
- サンライズなは（新栄通り商店街・歩行者専用、那覇市松尾）
- 沖縄県道221号那覇内環状線（那覇市樋川那覇高校前交差点）
- 松尾消防署通り（那覇市道（旧県道222号）、那覇市楚辺那覇高校前交差点）
- 沖縄県道42号線（那覇市泉崎県庁南口交差点）
- 国道507号（終点、国道330号と重複）

### 重複路線
- 沖縄県道221号那覇内環状線（那覇市樋川那覇高校前交差点 - 泉崎県庁南口交差点、但し路線は本県道が優先）

### 主な通り名
- 市民会館通り（寄宮交差点 - 与儀交差点）
- 開南本通り（与儀交差点 - 開南交差点、仏壇専門店が多いことから「仏壇通り」とも呼ばれる）
- 開南せせらぎ通り（開南交差点 - 那覇高校前交差点）- 平成元年度手づくり郷土賞（生活の中にいきる水辺）受賞。
- ハーバービュー通り（那覇高校前交差点 - 終点）

### 主な交通規制
バスレーン（与儀交差点 - 那覇高校前交差点）
- 那覇高校前交差点方面 - 7:30-9:00[注釈 1]（土曜[注釈 2]、日曜、休日[注釈 3]、1月2日 - 3日を除く）[注釈 4]
  - 全区間・バス専用道路
- 与儀交差点方面 - 17:30-19:00[注釈 5]（土曜[注釈 6]、日曜、休日[注釈 3]、1月2日 - 3日を除く）[注釈 7]
  - 那覇高校前交差点→開南バス停前交差点（開南せせらぎ通り）・バス専用レーン[注釈 8]
  - 開南バス停前→与儀交差点（開南大通り）・バス専用道路

### 橋・トンネル
- 真地大橋（270m）
- 識名トンネル（559m）

### 主要施設
- 識名園（那覇市識名）
- 沖縄県立看護大学（那覇市与儀）
- 那覇市保健所（同）
- 那覇警察署（同）
- 那覇東郵便局（那覇市寄宮）
- 那覇市立中央図書館（同）
  - 那覇市中央公民館
- 与儀公園（同）
- 沖縄赤十字病院（同）
  - 日本赤十字社沖縄県支部
- 沖縄県立那覇高等学校（那覇市松尾）
- 沖縄県警察本部（那覇市泉崎）
- 那覇バスターミナル（同）

### 路線バス
那覇市内線と101番を除く那覇バスターミナルを発着する南部方面の全路線と中部方面の一部路線が開南大通りから開南せせらぎ通りを経由し、ハーバービュー通りを通る。なお、旧県道廃止区間である松尾消防署通りと一銀通りには路線バスは乗り入れてない。
那覇バス市内線
- 2番・識名開南線 真地交差点 - 県庁南口交差点（識名トンネル経由あり、識名の一部区間を除く）
- 3番・松川新都心線 真地交差点 - 寄宮交差点
- 4番・新川おもろまち線　真地交差点 - 旭町交差点（識名の一部区間とトンネル経由のバイパス区間を除くほぼ全線）
- 5番・識名牧志線 真地交差点 - 識名園入口
- 6番・那覇おもろまち線　県庁南口交差点 - 旭町交差点
- 11番・安岡宇栄原線　県庁南口交差点 - 旭町交差点
- 12番・国場線　県庁南口交差点 - 旭町交差点
- 14番・牧志開南循環線　寄宮交差点 - 県庁南口交差点
- 17番・石嶺（開南）線 開南本通り - 旭町交差点

市外線
（★印は市民会館通り - ハーバービュー通り、無印は開南本通り - ハーバービュー通りのみ）
- 31番・泡瀬西線（東陽バス）
- 34番・糸満（東風平）線（沖縄バス）
- 35番・糸満（志多伯）線（沖縄バス）★
- 37番・那覇新開線（東陽バス）
- 38番・志喜屋（与那原廻り）線（東陽バス）
- 39番・南城線（沖縄バス）
- 40番・大里線（沖縄バス）★
- 41番・つきしろの街線（沖縄バス）
- 45番・与根線（那覇バス）
- 50番・百名（東風平）線（琉球バス交通）
- 51番・百名（船越）線（琉球バス交通）
- 54番・前川線（琉球バス交通）
- 55番・牧港線（琉球バス交通）
- 83番・玉泉洞線（琉球バス交通）
- 89番・糸満（高良）線（琉球バス交通・沖縄バス共同運行）
- 101番・平和台安謝線（那覇バス）旭町交差点→県庁南口交差点（平日朝の市場北口行きのみ）
- 112番・国体道路線（琉球バス交通）
- 235番・志多伯おもろまち線（沖縄バス）★
- 309番・大里結の街線（沖縄バス）★
- 334番・国立劇場おきなわ線（沖縄バス）
- 338番・斎場御嶽線（東陽バス）
- 446番・那覇糸満線（那覇バス）

## 旧沖縄県道222号真地久茂地線の概要

### 区間
- 起点・那覇市字真地（国道329号南風原バイパス・沖縄県道82号那覇糸満線）
- 終点・那覇市久茂地（松山交差点、国道58号）
- 総延長・5.11km（2009年）
- 実延長・4.07km（2009年）

2010年10月に真地～上間の1.5kmのバイパスが開通したが、実延長はバイパス開通前の2009年現在のデータで、バイパス開通分は含まれていない。

### 旧県道廃止区間の通り
- 松尾消防署通り（那覇高校前交差点 - 松尾国際通り交点）
- 一銀通り（牧志国際通り交点 - 松山交差点）

### 旧県道廃止区間に交差・通過された道路・鉄道
- 沖縄県道39号線（国際通り、那覇市松尾 - 牧志。松尾消防署通りのバイパス開通後に一銀通りとの十字路交差点となった）
- 沖縄都市モノレール（ゆいレール）（那覇市牧志側の久茂地川沿い、通過のみ）
- 国道58号（那覇市久茂地松山交差点）

### 旧県道時代にあった主要施設
- NTT那覇営業所（かつての那覇電報電話局。現在もNTT西日本のビルとして残っている）
- 那覇市民会館（老朽化により2016年（平成28年）より休館[2]。2021年（令和3年）10月より後継ah施設として那覇文化芸術劇場なはーとが久茂地の一銀通り（旧県道廃止区間）沿いに開館した。旧市民会館跡地については2028年に「新真和志支所複合施設（仮称）」が建設され真和志支所の機能を移転する予定[3]）
- 沖縄県立那覇病院（2006年（平成18年）に南風原町へ移転し沖縄県立南部医療センター・こども医療センターに名称変更。かつては琉球大学医学部附属病院だったが、那覇病院は別敷地にあった。南風原町へ移転後、日本赤十字社に敷地を売却し2010年（平成22年）に古波蔵にあった「沖縄赤十字病院」が当地に移転した）
- 沖縄郵政管理事務所（現在の沖縄総合通信事務所&日本郵政沖縄ビル、1980年代に東町に移転するまで那覇東郵便局に併設していた）
- 沖縄県立図書館（2018年（平成30年）に那覇バスターミナルリニューアルとともにカフーナ旭橋内へ移転）
- 沖縄海邦銀行本店（那覇市久茂地、ここのみ県道廃止区間内にあり現存。1989年（平成元年）に第二地銀転換までは沖縄相互銀行だった。）

## 歴史・特徴
- 1953年（昭和28年）に真和志村（現那覇市）寄宮 - 松尾間が琉球政府道45号線に指定（のちに久茂地まで延長）。1972年（昭和47年）の本土復帰と同時に県道45号線となった。
- 1980年（昭和55年）に県道45号線全線と那覇市真地 - 寄宮間の那覇市道が県道真地久茂地線として指定された。
- 那覇高校前交差点から先の区間は沖縄県道221号那覇内環状線との重複路線で、本来なら番号の若い221号が優先だがかつての区間だった松尾消防署通りと一銀通りがもともと県道45号であるため、そのまま引き継いだ本路線が優先となっていた（案内標識も県道222号の標識のみしか設置されなかった）。
- 与儀交差点 - 終点のハーバービュー通りは那覇バスターミナル発着の沖縄本島南部方面のすべてと一部の中部方面の路線バスがこの区間を通る。そのため交通量も多い。開南バス停は南部方面から那覇市街への乗降客が多い。すぐ近くにサンライズなは（新栄通り）があり、そこから新天地通り、市場本通り、平和通りを通ると国際通りに抜ける。また通りの途中には那覇市の台所である牧志公設市場がある。2007年度から2010年代中期までの7 - 8年かけて現在の2車線から4車線に拡幅されることが計画されているが、沿線には仏壇店などが建ち並んでおり、道路拡幅するには相当な立ち退きが必要となる。
- 2010年（平成22年）10月31日に起点である那覇市真地 - 上間の約1.5kmの区間に真地大橋や識名トンネルを含めた4車線のバイパスが開通した。起点 - 寄宮交差点間は寄宮交差点から先の旧県道45号の区間に比べ住宅地内を通るため、道幅も狭く整備が遅れていた。バイパス開通で那覇市東部や南風原町や与那原町方面から市街地へのアクセスがますます便利になり、交通量の多い国道329号（那覇東バイパス）や国道507号（旧国道329号）、そして国道330号を通らなくてもスムーズに抜けられるほか、那覇市街地から沖縄自動車道那覇インターチェンジや沖縄県立南部医療センター・こども医療センターへのアクセスもより便利になる。
- 2021年（令和3年）4月1日に沖縄県道222号真地久茂地線が沖縄県告示第230号によって廃止され、同時に沖縄県告示第231号によって沖縄県道222号真地泉崎線が新たに指定された。これにより那覇高校前交差点から先はこれまでの松尾消防署通りと一銀通りが県道の指定から外れ（那覇市へ移管）、替わってハーバービュー通りが新たに県道に指定された（いわゆる那覇市との路線交換）。[1]